# Кая (приток Иркута)
Ка́я — небольшая узкая река в Иркутской области с широкой заболоченной поймой, правый приток Иркута. 
Берёт начало в Олхинском плато, протекает через посёлок Маркова и впадает в Иркут на территории Иркутска. Неподалёку от устья реки расположена крупная железнодорожная станция ВСЖД — Кая.
Длина — 33 км, площадь водосборного бассейна — 203 км²

## Экологическое состояние
В настоящее время реку сильно загрязняет канализационный коллектор посёлка Маркова, очистные сооружения которого не работают с 1993 года. Сломанный коллектор расположен в нескольких метрах от берега реки и постоянно выбрасывает канализационные отходы посёлка в грунт, откуда они в свою очередь попадают в Каю. Вдоль берега расположено несколько зловонных озёр, которые заливают огороды местных жителей. За все годы, что не работает коллектор, в реку попали тонны фекалий, откуда они в свою очередь попали в Иркут, а из него в Ангару — в самый центр Иркутска. Администрация Маркова уже несколько лет добивается того, чтобы ремонт коллектора вошёл в областную программу софинансирования.

## Фауна
До аварии канализационного коллектора на Кае гнездились перелетные птицы: утки, гуси, журавли; из рыб водились хариус, щука, налим; по берегам — ондатры.